# Cyonarctos dessei
Cyonarctos dessei (лат.) — вымерший вид млекопитающих из семейства медвежьих, живших во времена олигоцена (28,4—23,03 млн лет назад) на территории Евразии. Единственный вид рода Cyonarctos. Ископаемые остатки найдены во Франция (графство Керси). Типовой образец — PD 477, нижняя челюсть. Были наземными всеядными животными.